# Juliane xứ Sachsen-Coburg-Saalfeld
Juliane xứ Sachsen-Coburg-Saalfeld (23 tháng 9 năm 1781 – 12 tháng 8 năm 1860), còn được gọi là Đại vương công phu nhân Anna Fyodorovna của Nga (tiếng Nga: Анна Фёдоровна ), là Công nữ thuộc Gia tộc Sachsen-Coburg-Saalfeld (sau năm 1826, là nhà Sachsen-Coburg-Gotha), vợ cũ của Konstantin Pavlovich của Nga.